# Clifford Aboagye
Clifford Aboagye (Acra, Gran Acra, 11 de febrero de 1995) es un futbolista ghanés. Juega como centrocampista y su equipo es el Anorthosis Famagusta de la Primera División de Chipre. 
Fue el primer africano en 100 años en el primer equipo del Atlas F. C. y el segundo ghanés en la Primera División de México después de Isaac Ayipei.

## Carrera

### Inicios y llegada a Europa
Nacido en Acra, se formó en las fuerzas básicas del Inter Allies, jugando en la Liga Premier de Ghana en su primera y única temporada con el primer equipo. En julio de 2013, el club aceptó una oferta de 800 000 € del Udinese Calcio, y firmó un contrato de cinco años para participar en la Serie A, aunque fue posteriormente traspasado al Granada, con una vinculación hasta el año 2018, para jugar con el filial en Segunda División B.
El 8 de enero de 2015 hizo su debut con el primer equipo en la derrota 1-2 en casa contra el Sevilla F. C. en la Copa del Rey, entrando en la segunda mitad sustituyendo a Riki.

### México
En enero de 2017 se marchó al Atlas de Guadalajara. El 14 de enero debutó en la victoria de su equipo frente los Tigres de la UANL, marcó su primer gol con los rojinegros el 12 de abril del mismo año en la jornada 10 frente los Pumas UNAM.
En julio de 2019 Querétaro F. C. anunció su llegada para la temporada 2019-20.
En julio de 2020 Club Tijuana anunció su fichaje de cara al Torneo Apertura 2020. Antes de acabar el año se marchó a Club Puebla para jugar el Torneo Clausura 2021.

## Selección nacional
Apareció con Ghana sub-20 en la Copa Mundial de Fútbol Sub-20 de 2013, siendo nombrado Balón de Bronce del torneo y su equipo terminó tercero.

## Clubes
| Club                       | País   | Año       |
| -------------------------- | ------ | --------- |
| International Allies F. C. | Ghana  | 2012-2013 |
| Udinese Calcio             | Italia | 2013      |
| Granada C. F. "B"          | España | 2013-2017 |
| Atlas F. C. (cedido)       | México | 2017      |
| Atlas F. C.                | México | 2018-2020 |
| Querétaro F. C. (cedido)   | México | 2019-2020 |
| C. Tijuana                 | México | 2020      |
| Club Puebla                | México | 2021      |
| Querétaro F. C.            | México | 2022-2023 |
| Al-Murooj S. C.            | Libia  | 2024-2025 |
| Anorthosis Famagusta       | Chipre | 2025-     |